# Académie polonaise des arts et sciences

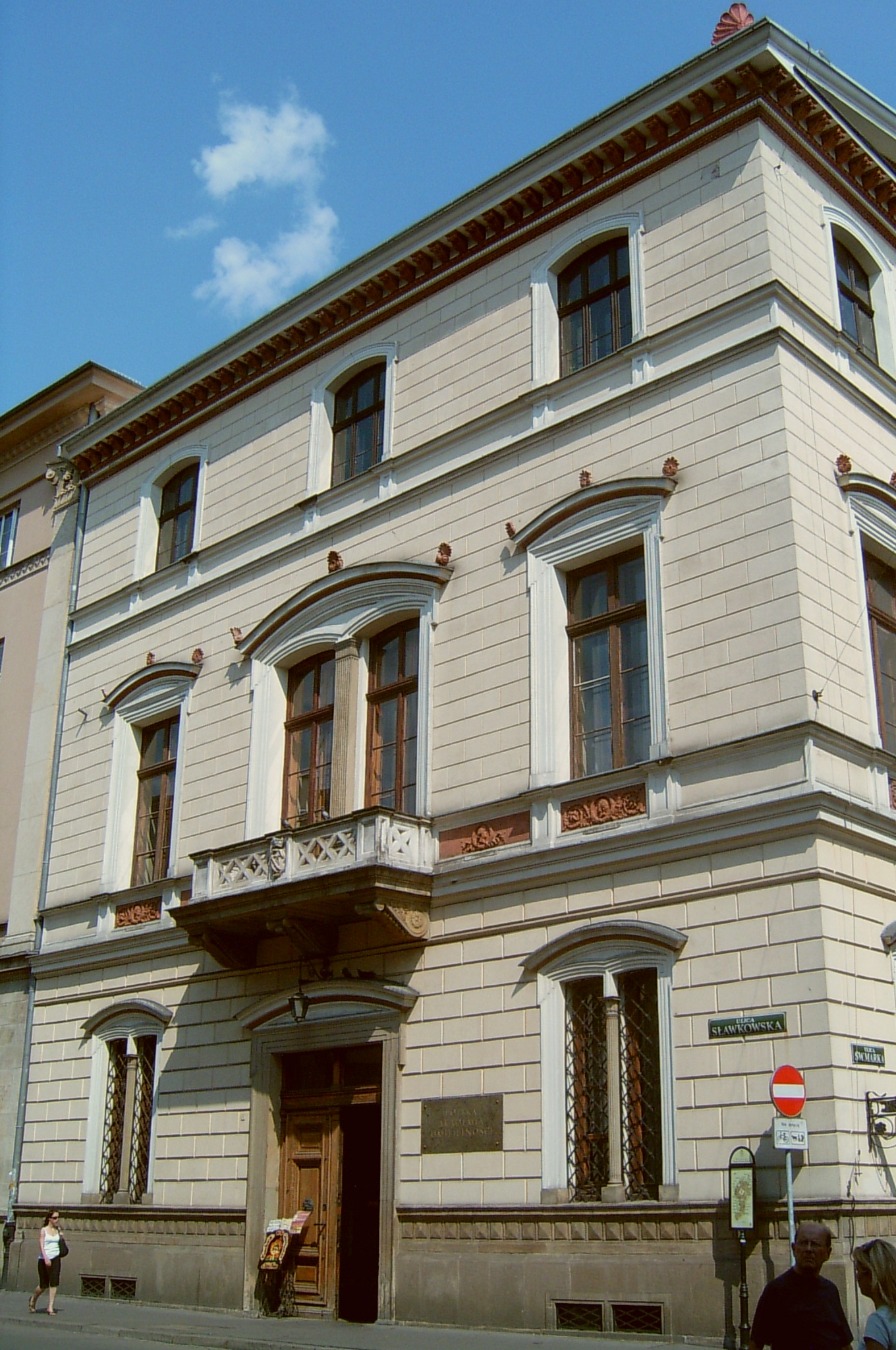
Le siège de l'Académie polonaise des arts et sciences à Cracovie.

Ne doit pas être confondu avec Académie polonaise des sciences.
L'Académie polonaise des arts et sciences (Polska Akademia Umiejętności, PAU), appelée également « Académie polonaise des sciences et des lettres »,, est la plus ancienne académie des sciences de Pologne. Cette association en activité depuis 1872 qui développe ses activités sur le forum international, réunit aujourd'hui plus de trois cents scientifiques et chercheurs. Elle a son siège à Cracovie. 

## Histoire
Créée en 1872 sous le nom de Académie des connaissances (en polonais Akademia Umiejętności), elle changea de nom en 1919, après le recouvrement de son indépendance par la Pologne, pour devenir le représentant national officiel de la science polonaise, également auprès des organisations scientifiques internationales. 
En 1921, elle fut une des institutions fondatrices de l'Union Académique Internationale (UAI).
L'entre-deux-guerres fut la période de la plus grande activité de l'Académie, principalement dans le domaine de l'édition. Elle publiait alors plus de 100 séries, dont le monumental Dictionnaire biographique polonais, l'Encyclopédie, œuvre collective, la Bibliographie polonaise de Karol et Stanisław Estreicher. Un centre scientifique fut établi à Rome.
Pendant la Seconde Guerre mondiale, la PAU fut liquidée par les Allemands. Dans la tristement célèbre Sonderaktion Krakau, une des actions de répression contre les milieux intellectuels et universitaires polonais, plusieurs dizaines de membres de l'institution ont été arrêtés et emmenés au camp de Sachsenhausen, dont la quasi-totalité de la direction. 70 membres sont morts pendant l'occupation allemande. Des agences administratives allemandes se sont installées dans le siège de l'Académie. Tous ses biens, y compris ses collections muséales et ses bibliothèques, ont été confisqués.
Avant la guerre, la PAU incarnait une forme d’organisation autonome de la science, indépendante de l’État avant la guerre et attachée aux libertés académiques. Elle ne pouvait que refuser la politique scientifique centralisée au niveau de l’État que voulait instaurer en Pologne le régime communiste.  Au cours de la seconde moitié des années 1940, elle fut donc progressivement marginalisée. 
À la sortie de la guerre, la PAU réactiva ses agences scientifiques, mais la nouvelle réforme agraire décrétée par le gouvernement communiste la priva de son indépendance financière, l'obligeant à poursuivre une politique de concessions. Les autorités de la Pologne populaire, notamment Jakub Berman, l’un des principaux dirigeants du Parti ouvrier unifié polonais, exercèrent des pressions sous forme de campagnes de presse agressives et de pressions ministérielles pour réformer la PAU selon le modèle de l'Académie des sciences de l'URSS. Cela conduirait à la nationalisation et à l'idéologisation de la PAU et la PAU, « refuge pour les éléments les plus réactionnaires et conservateurs » du monde académique, se défendit en organisant le 26 janvier 1946, avec l'université Jagellonne, une conférence commune sur les besoins et l'organisation de la science polonaise. Les chercheurs y revendiquaient leur liberté d’expression et d'échange avec leurs pairs étrangers, ainsi que la liberté des établissements d’enseignement supérieur et des sociétés scientifiques à s’auto-organiser - l’ensemble des aspects de la vie scientifique que le Parti unique entendait remettre en cause. 
Le discours de conciliation du chef du parti et du gouvernement communiste Bolesław Bierut à la réunion publique de PAU le 19 juin 1946 n'apporta pas les résultats attendus par les autorités. La communauté universitaire résista aux pressions politiques. Ce qui incita les autorités à annoncer un plan de créer en 1951 une nouvelle Académie polonaise des sciences (PAN). La PAU fut alors soumise aux restrictions financières et à la censure. Ses contacts avec les pays étrangers furent limités et ses publications bloquées (Dictionnaire biographique polonais, Encyclopédie polonaise). La propagande du parti la décrivait comme «l'agence de Londres» et les savants comme «les koulaks de la science». Les autorités voulaient que les scientifiques démissionnent volontairement de la PAU. Ses membres refusèrent de consentir à l'auto-liquidation, prétextant un différend sur la Bibliothèque polonaise de Paris auprès des autorités françaises. Cependant, les centres de recherche, les maisons d'édition, les collections, les souvenirs et les biens de PAU lui furent confisqués. 
L'Académie poursuivit donc ses activités jusqu'en 1952, date à laquelle ses antennes de Paris et de Rome et ses actifs furent transférés, par la décision du gouvernement communiste, à la nouvelle Académie polonaise des sciences de Varsovie. Cependant, l'Académie de Cracovie ne fut jamais officiellement dissoute, de sorte que ses activités - après des tentatives infructueuses de réactivation en 1956/1957 et 1980/1981 - ont pu être reprises immédiatement après les transformations du système politique de 1989.  

## Aujourd'hui
Ses départements d'aujourd'hui sont : philologie, histoire de l'art, histoire et philosophie, mathématiques, physique, chimie, sciences naturelles, médecine, création artistique. 
L'Académie est copropriétaire de la Bibliothèque polonaise de Paris, partageant actuellement les droits de propriété avec la Société historique et littéraire polonaise de Paris.

## Présidents
- Józef Majer (pl) (1872-1890),
- Stanisław Tarnowski (1890-1917),
- Kazimierz Morawski (en) (1917-1925),
- Jan Michał Rozwadowski (en) (1925-1929),
- Kazimierz Kostanecki (en) (1929-1934),
- Stanisław Wróblewski (en) (1934-1938),
- Stanisław Kutrzeba (en) (1939-1946),
- Kazimierz Nitsch (1946-1957),
- Adam Krzyżanowski (pl) (1957-1958),
- Gerard Labuda (1989-1994),
- Kazimierz Kowalski (pl) (1994-2001)
- Andrzej Białas (2001-2018)
- Jan Ostrowski (2018- )

## Secrétaires généraux
- Józef Szujski (1872-1883),
- Stanisław Tarnowski (1883-1890),
- Stanisław Smolka (en) (1890-1903),
- Bolesław Ulanowski (1903-1919),
- Kazimierz Kostanecki (en) (1919-1921),
- Stanisław Wróblewski (en) (1921-1926),
- Stanisław Kutrzeba (en) (1926-1939),
- Tadeusz Jan Kowalski (en) (1939-1948),
- Jan Konstanty Dąbrowski (1948-1957),
- Adam Vetulani (1957-1958),
- Józef Skąpski (1989-1994),
- Jerzy Wyrozumski (1994-2015),
- Szczepan Biliński (2015- )